# Osvalde Lewat
Osvalde Lewat (17 de septiembre de 1976, Garoua, Camerún) es una directora de cine y fotógrafa camerunesa, conocida por sus documentales sociopolíticos.

## Primeros años
Osvalde Lewat Nació en Garoua, Camerún en 1977. Creció en la ciudad de Yaundé, donde se enamoró del cine. Mostró un interés temprano por la fotografía, tomando fotos Polaroid de familiares. Lewat estudió en París en el Instituto de Estudios Políticos de París. Después de graduarse de la universidad, Lewat regresó a Camerún en 2000 para trabajar para el periódico Camerún Tribune. Empezó a hacer películas documentales después de varios años trabajando como periodista.

## Carrera de película
Lewat estudió cine en Canadá, donde comenzó su carrera de producción cinematográfica documental. Su primer documental, The Calumet of Hope (Upsa Yimoowin), fue filmado en Toronto en 2000. Ilustra la marginación de los nativos americanos en América, y ganó un premio de derechos humanos en el Festival de cine de Montreal en 2003.

### El hombre olvidado(2002)
En 2002, Lewit dirigió el documenta El Hombre Olvidado (Au-delà de la peine), una historia de un prisionero llamado Leppe, quién fue sentenciado a cuatro años en prisión por un delito menor.  33 años más tarde, continúa en prisión y su familia ha perdido toda esperanza de que sea liberado. Lewat recibió el premio de derechos humanos en el Vues d'Afrique festival en Montreal por esta película.

### Un amor durante la guerra(2005)
El documental de Lewat, Un amor durante la querra (Un Amour Pendant La Guerre) fue visionada en la República Democrática del Congo durante la Primera Guerra de Congo en 1996. La película revela la violación de mujeres durante la guerra y el silencio del gobierno sobre el asunto. El documental trata de dar una respuesta a la cuestión "Cuales son las consecuencias cuando la violación es utilizada como arma de guerra?" La película retrata la experiencia de una víctima cuándo ella y su marido estuvieron separados durante la guerra. "Aziza se reúne con su marido en Kinshasa, pero la memoria de los horrores padecido por otras mujeres durante la guerra todavía le persigue. A pesar de las protestas de su marido, regresa a Congo Oriental para encontrar que el legado de violencia continúa infectando las vidas de las mujeres jóvenes y viejas. Aun así, no todas continúan como víctimas ya que algunas mujeres han empezado a denunciar los abusos que sufrieron." La película ganó el Premio de Derechos humanos en el Vues d'Afrique Festival en Montreal.

### Negocio negro(2008)
El documental de Lewat de 2008, Negocio Negro (Une Affaire de nègres), se centra en los acontecimientos políticos que ocurrieron en 2000 en Camerún. Una rama especial de la policía de Doula, la Orden Operacional, recibió la tarea de lidiar con el problema de la expansión de la actividad criminal en Douala. La unidad especial se convirtió en responsable de la desaparición de mil hombres en un solo año. En la película, Lewat entrevista a familiares de las víctimas, activistas políticos que se pronuncian contra la violencia, y supervivientes de los asesinatos de masa. Lewat muestra a los espectadores las escenas de crimen, las aldeas donde las víctimas fueron tomadas, y los sitios donde los cuerpos de las víctimas fueron encontradas. La película fue proyectada en Cannes y en el Vues d'Afrique Festival en Montreal. El documental fue nominado al Muhr AsiaAfrica Award en 2008.

### Sderot, última salida (2011)
Este documental político retrata la vida diaria de la escuela de cine de Sderot, localizada en el del sur de Israel, a 2 km de la frontera de Gaza. Explora las vidas entrecruzadas y visiones de judíos, musulmanes, cristianos, palestinos e israelíes.

### Land Rush(2012)
La película de Lewat, Land Rush, es una producción de BBC Storyville. El documental es una de ocho películas incluidas en "¿Por qué la pobreza?" (Why Poverty?), un debate global sobre la pobreza contemporánea organizada por la BBC, junto con más de 70 radioemisores alrededor del mundo. Las ocho películas eran proyectadas al mismo tiempo en 180 países.
El documental de Lewat investiga la compra de grandes superficies de tierra de granja en Malí, por Arabia Saudí y empresas chinas que construyen grandes granjas de agroindustria. La explora temas como la soberanía alimentaria, el imperialismo, la pobreza moderna, y propiedad de tierras. Codirigida con Hugo Berkeley, el documental ganó un Premio Peabody en 2012.

## Película y televisión
| Año  | Película                  | Función   | Notas                                                                 |
| ---- | ------------------------- | --------- | --------------------------------------------------------------------- |
| 2001 | The Calumet of Hope       | Directora | Cortometraje ganador del premio de Derechos humanos en Montreal       |
| 2002 | El Hombre Olvidado        | Directora | Premio de derechos humanos en el Vues d'Afrique festival en Montreal. |
| 2005 | Un Amor Durante la Guerra | Directora | Premio especial del jurado Vues d'Afrique y FESPACO 2005              |
| 2008 | Negocio negro             | Directora | Nominada al premio Muhr AsiaAfrica (2008)                             |
| 2011 | Sderot, Última Salida     | Directora | Película de multi-lengua: árabe, inglés, francés y hebreo             |
| 2012 | Land Rush                 | Directora | Ganador documental televisivo del Premio Peabody (2012)               |

## Fotografía
Desde 2012,el foco principal de Lewat ha sido la fotografía. Su trabajo explora la idea de "la alteridad y maneras de ver". Ha exhibido su trabajo en París, los Estados Unidos y la República Democrática del Congo.

### Seleccionó Exposiciones
- Color de noche, octubre de 2015, Galería Marie-Laure de Ecotais (París)[10]
- El Cielo No es el Límite, 15 de agosto, Nueva York (EE. UU.)
- Poesía Katangese, febrero de 2015, Galería Dialogues, French Institute, Lubumbashi Zoo (DR Congo)
- Marges, junio de 2014, Gombe Hall y Place du 30 Juin (Kinshasa, Congo)

## Premios
- Nominada al Golden Montgolfiere a mejor documental por El Hombre Olvidado (Au-delà de la peine) 2003
- Nominada al premio Muhr Asia África (2008)[11]
- Ganadora conjunta del Premio Peabody por Land Rush (2012) con Hugo Berkeley[8]